# Iberolacerta cyreni
Iberolacerta cyreni (лат.) — вид ящериц из семейства настоящих ящериц.
Вид напоминает горную ящерицу (Iberolacerta monticola). У неё сильное, уплощённое тело среднего размера длиной от 18 до 23 см. Голова также плоская, хвост длинный. Самцы имеют изменчивый рисунок на спине из чёрных, более или менее смежных пятен. Основной тон окраски зелёный или зелёно-коричневый, реже коричневый. Края темнее, часто появляются голубые пятна на плечах. Самки равномерного коричневого цвета с тёмной полосой по бокам. Нижняя сторона обоих полов от беловатого до зеленоватого цвета, с немногочисленными пятнами. У молодых ящериц хвост синий.
Вид обитает в горах Сьерра-де-Гвадаррама и Сьерра-де-Гредос в центральной Испании. Он населяет горные склоны, покрытые травами и кустарником, на высоте от 1300 до 2500 метров над уровнем моря. Питается мелкими насекомыми и пауками.
Ящерицы часто достигают высокой плотности населения и относительно нечувствительны к продолжительной зиме и прохладному, влажному лету. Самцы образуют участки, на которых часто живут несколько самок. Самки откладывают в июле или августе 3—8 яиц, которые остаются в земле около двух месяцев, пока не вылупятся детёныши.
Подвиды
- Iberolacerta cyreni castilliana (Arribas, 1996), Сьерра-де-Гредос
- Iberolacerta cyreni cyreni (Müller & Hellmich, 1937), Сьерра-де-Гвадаррама

Ранее причислявшийся к виду третий подвид в настоящее время считается отдельным видом Iberolacerta martinezricai.